# Musée de l'Avallonnais
Le musée de l'Avallonnais Jean Després est un musée archéologique, des beaux-arts et ethnologique à Avallon dans le département de l'Yonne en région administrative Bourgogne-Franche-Comté, en France.

## Situation
Le musée se trouve Impasse du Collège, Jardin Jacques Schiever, à Avallon, dans le sud du département de l'Yonne à environ 50 km au sud d'Auxerre. La sortie no 22 de l'autoroute A6 est à 8 km à l'est. 

## Histoire
Le musée a été créé en 1862 par la Société d’Études d’Avallon (S.E.A.) ; il est installé dans la tour de l’Horloge. En 1912, il est déménagé, en même temps que la municipalité, dans l’hôtel particulier de Gouvenain.
En 1946, le musée est devenu municipal. En 1971, il est déménagé (avec la bibliothèque municipale) dans l’ancien collège d'Avallon. Le 18 novembre 2017, le musée est rebaptisé « musée de l’Avallonnais Jean Després ».

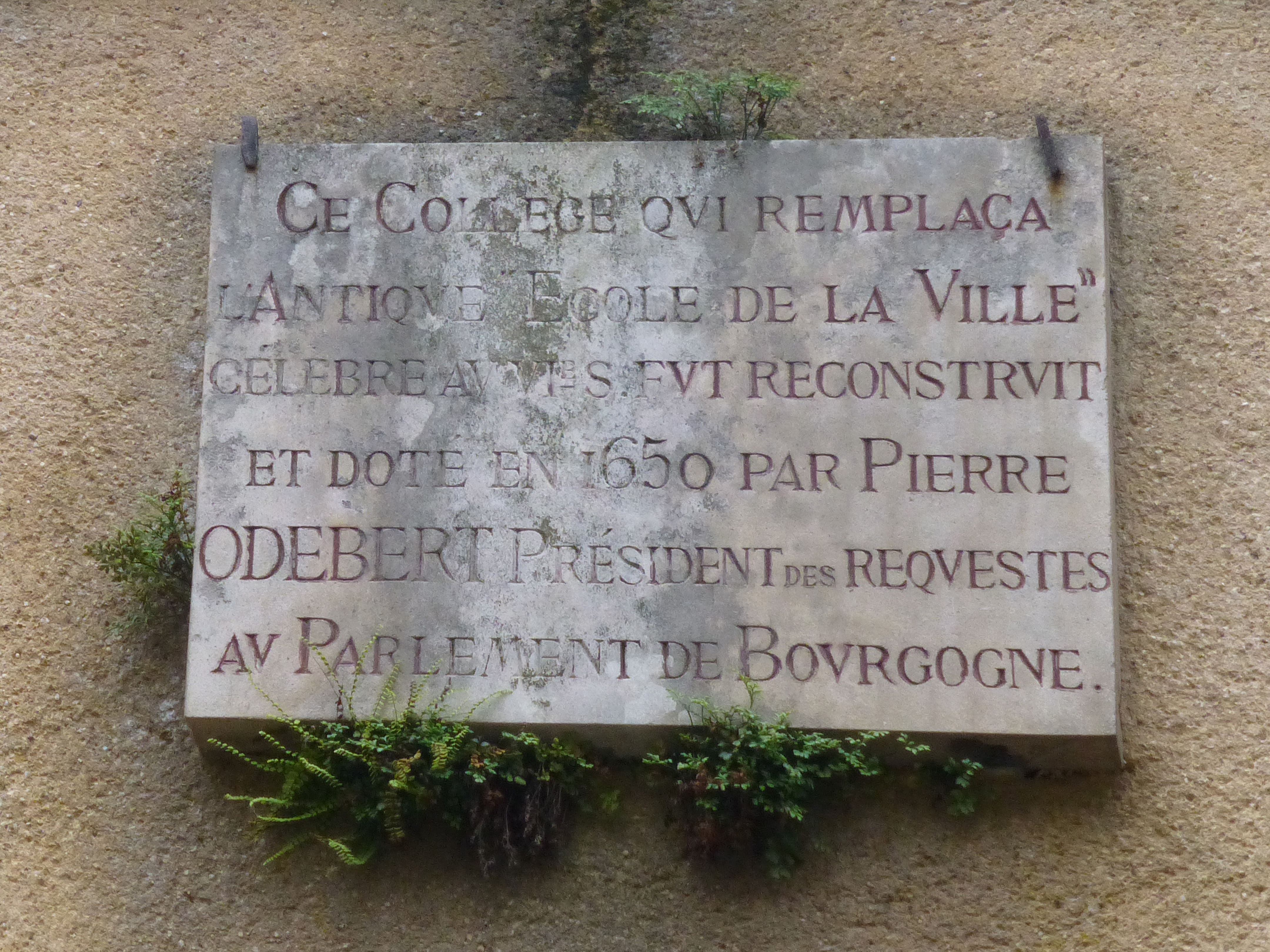
Plaque commémorative de l’ancien collège d'Avallon, au-dessus de la porte piétons du musée
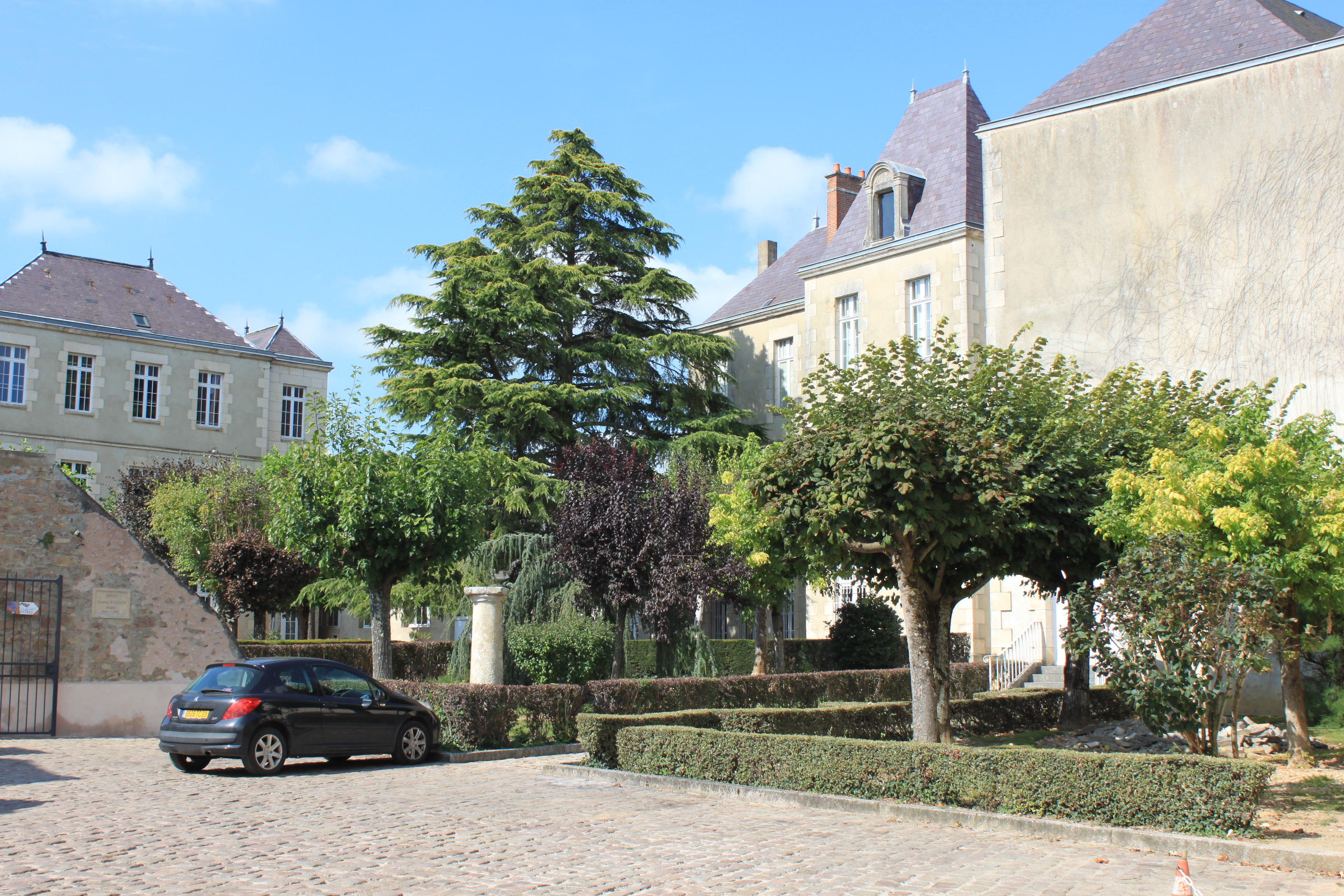
Côté sud, l'impasse du Collège et le musée à droite

## Collections

### Archéologie
Le musée retrace l’histoire de l’Avallonnais. A travers la présentation d'objets caractéristiques de chacune des grandes périodes qui nous ont précédés, Préhistoire, Protohistoire, Antiquité et Moyen Age, le musée propose une rencontre avec les modes de vie et les us et coutumes des populations humaines qui ont occupé le territoire. Le musée possède aussi des objets provenant des tumuli gaulois, des sépultures gallo-romaines, des ferriers, des camps "romains" des Alleux (Avallon) ou de Cora (Saint-Moré), et les principales œuvres sculpturales de la région.

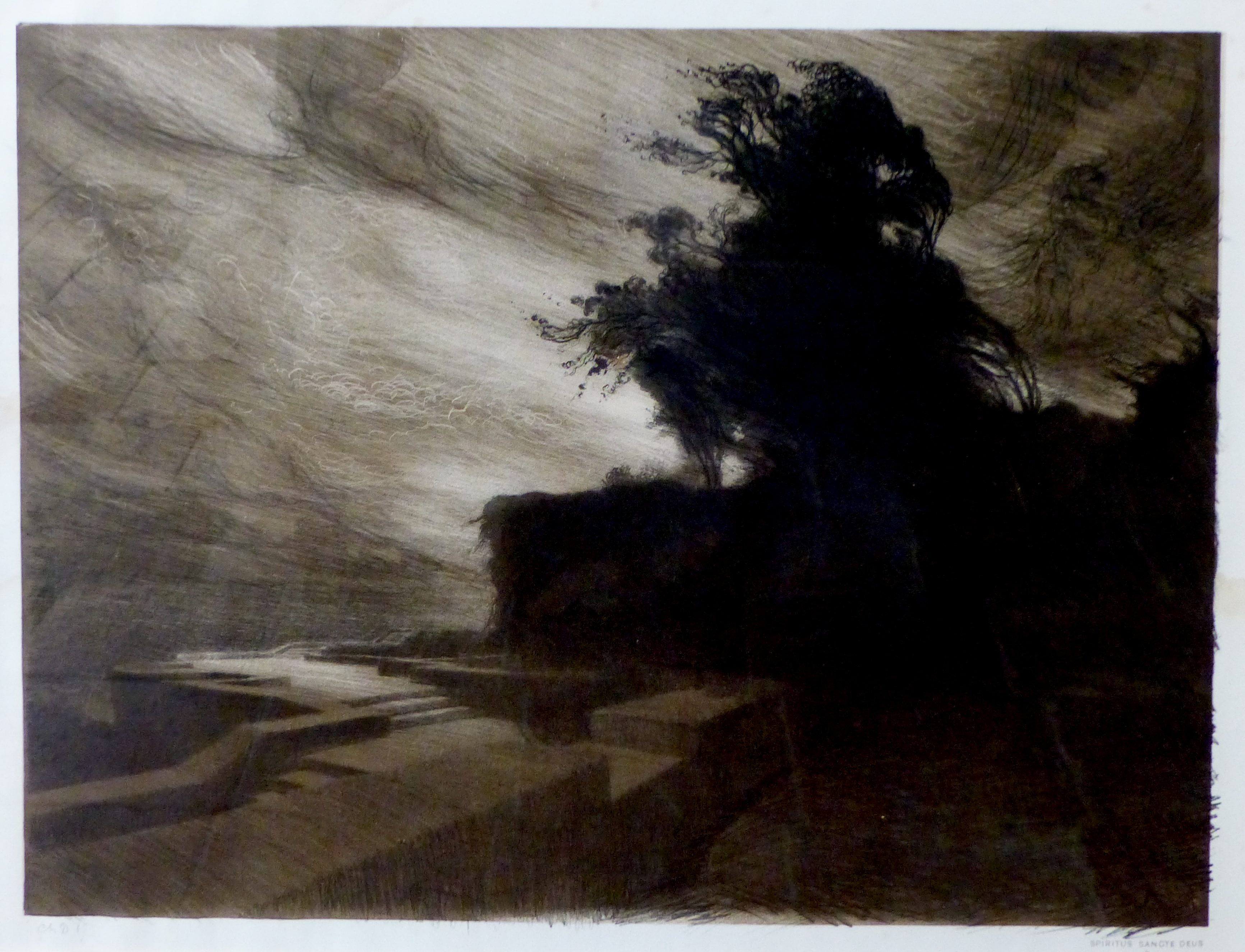
Le vent, lithographie, Charles-Marie Dulac (1866-1898)

### Beaux-arts
Les visiteurs peuvent aussi y voir des créations des sculpteurs Georges Loiseau-Bailly (1858-1913) et Pierre-Octave Vigoureux (1884-1965). Des collectionneurs (Schneit, Gariel, Degoix, Goldsmidt…) ont donné leurs collections au musée, incluant des œuvres de jeunesse de Georges Rouault, son célèbre « Miserere », « Stellae » , et des peintures d'Adolphe Guillon, Antoine Vestier, Isodore Pils. 

### Jean Després

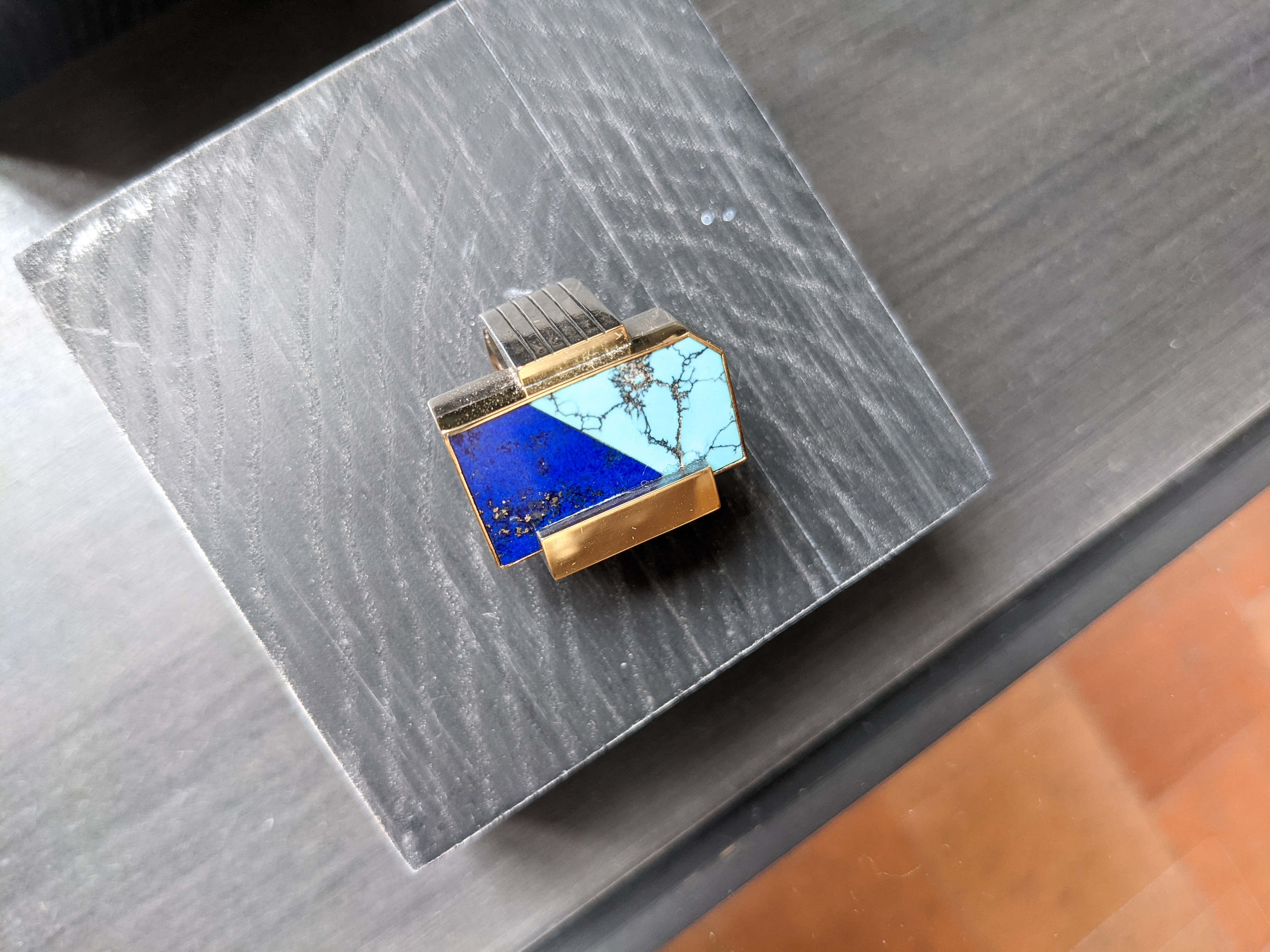
Bijou Jean Desprès

Des créations de l’orfèvre Jean Després (1889-1980) sont présentées, des bijoux aux pièces d’orfèvrerie en passant par l’art de la table et les objets liturgiques, représentant les grandes étapes de sa longue carrière. Sont également exposés des pastels de son épouse Simone Delattre-Després, et des peintures de Paul Jouve, Giorgio de Chirico, Émile Decoeur, Étienne Cournault...

### Ethnologie

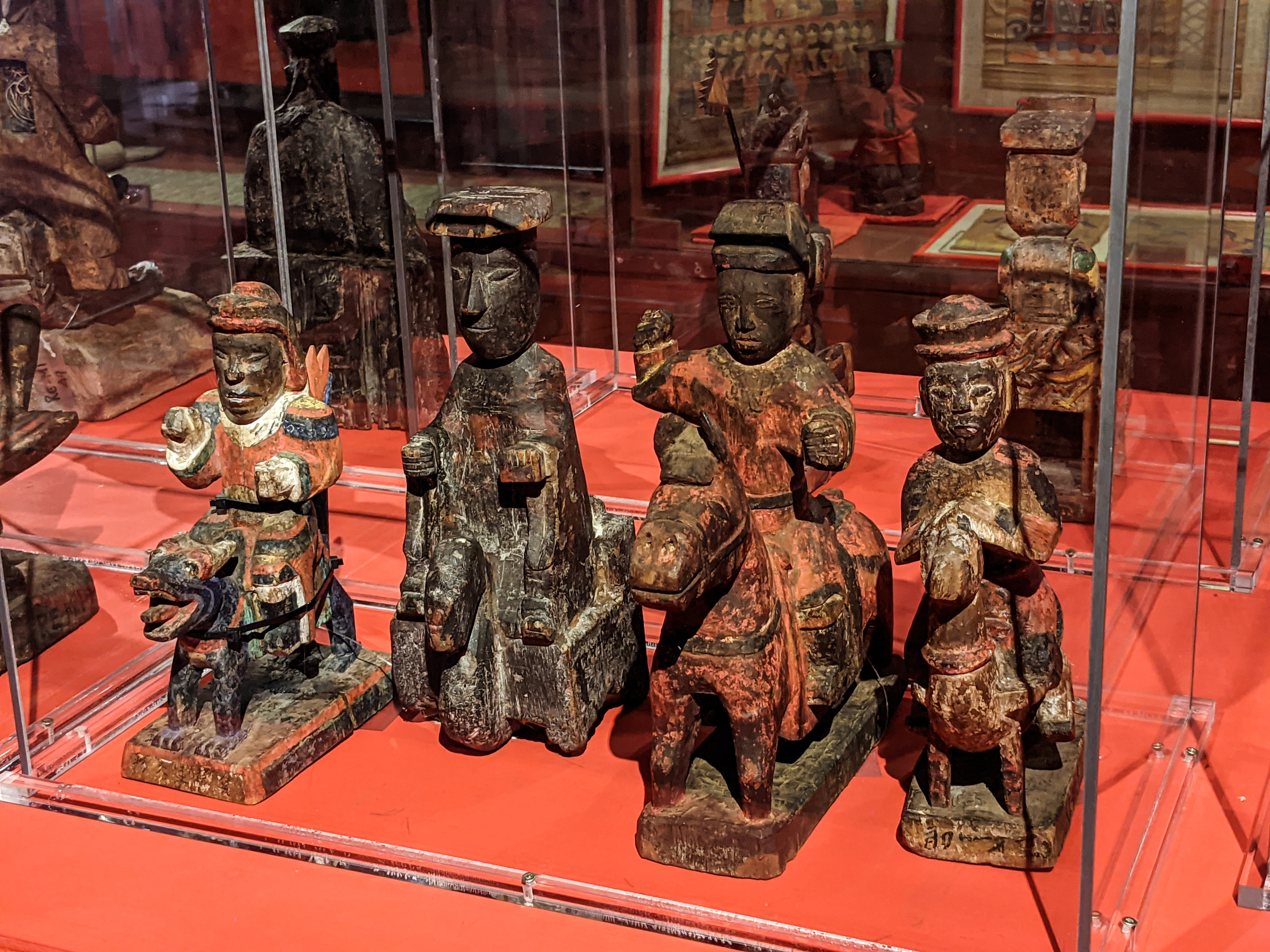
Statuettes Yao

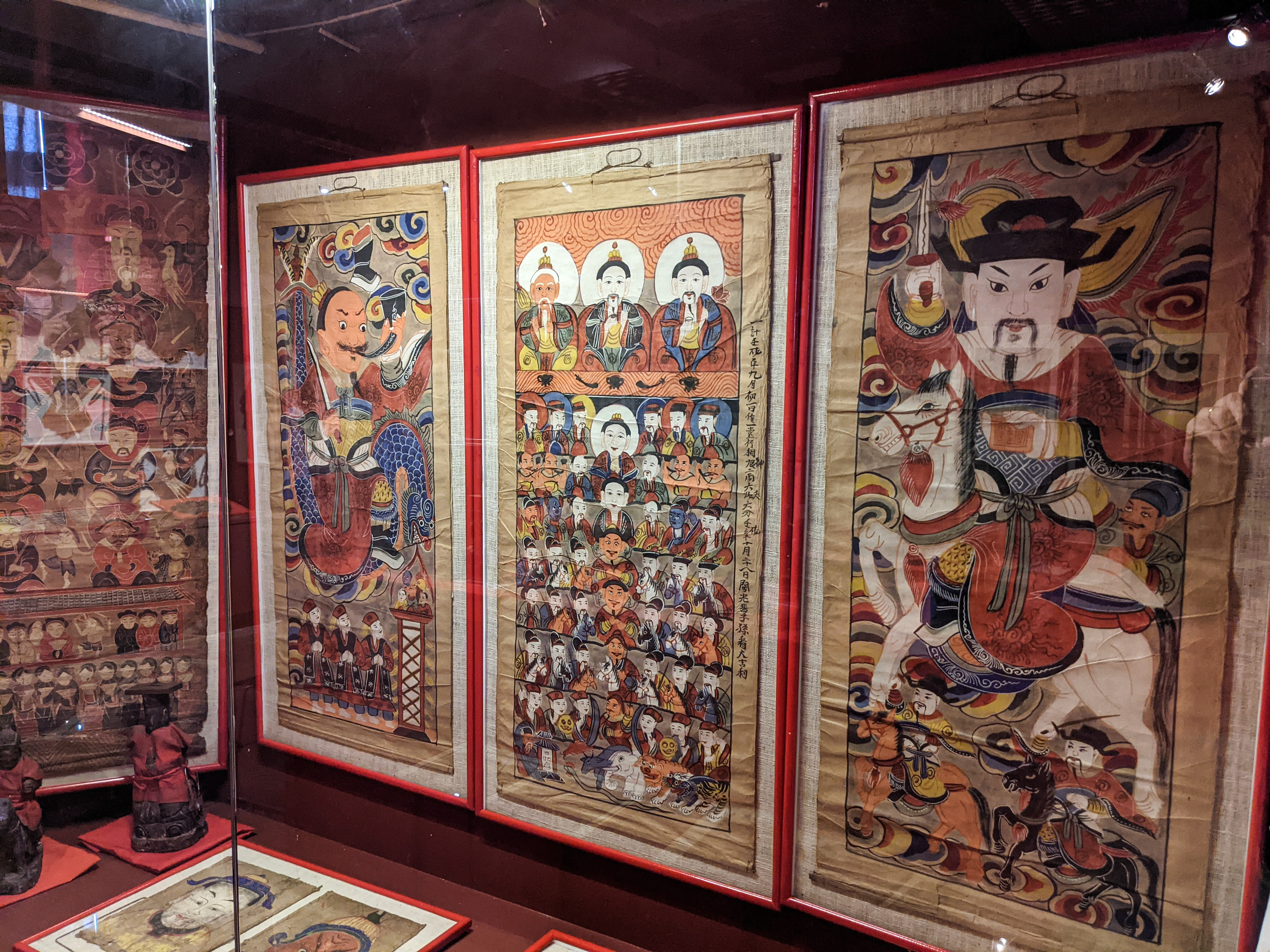
Tapisseries Yao

En juillet 2011, sept nouvelles salles sont ouvertes pour accueillir la riche collection Yao Mien et Mun de Chine, Vietnam, Laos et Thaïlande, donnée au musée en 2008,,. Commencée dans les années 1980 par l'etnologue Jess G. Pourret, résident français en Thaïlande, cette collection est la plus complète et la plus importante réunion d'objets témoins, de documents taoïstes, de costumes et textiles, et de bijoux en argent jamais réunis sur ce peuple. Cette collection comptent près de 2 500 pièces.

## Expositions temporaires
Le musée présente très régulièrement des expositions temporaires sur des thèmes variés.

## Responsables et conservateurs du musée
- 1946- : Pierre Poulain (responsable des collections du musée, devenu municipal, et de la bibliothèque)[1]

1987 : création du poste de conservateur du musée.
- 1987-2001 : Catherine Buret
- 2002-2015 : Claude Renouard
- 2018-2024 : Agnès Rousseau
- Depuis 2001 : Agnès Poulain[1] (responsable des collections)
- Depuis 2025 : Noémie Wavrer (directrice et responsable scientifique)

## Voir aussi

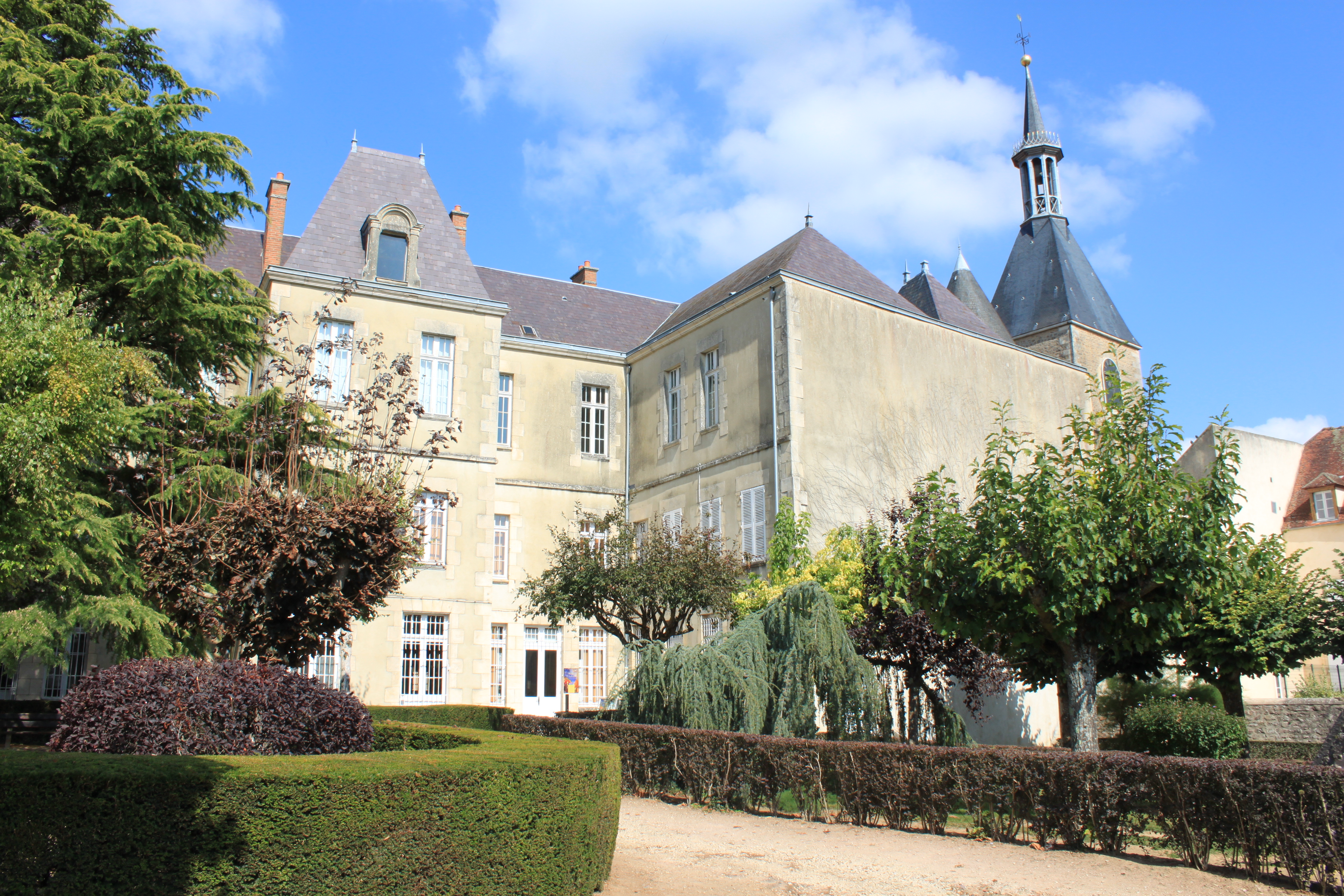
Le jardin Schiever derrière le musée ; vue depuis l'impasse du Collège
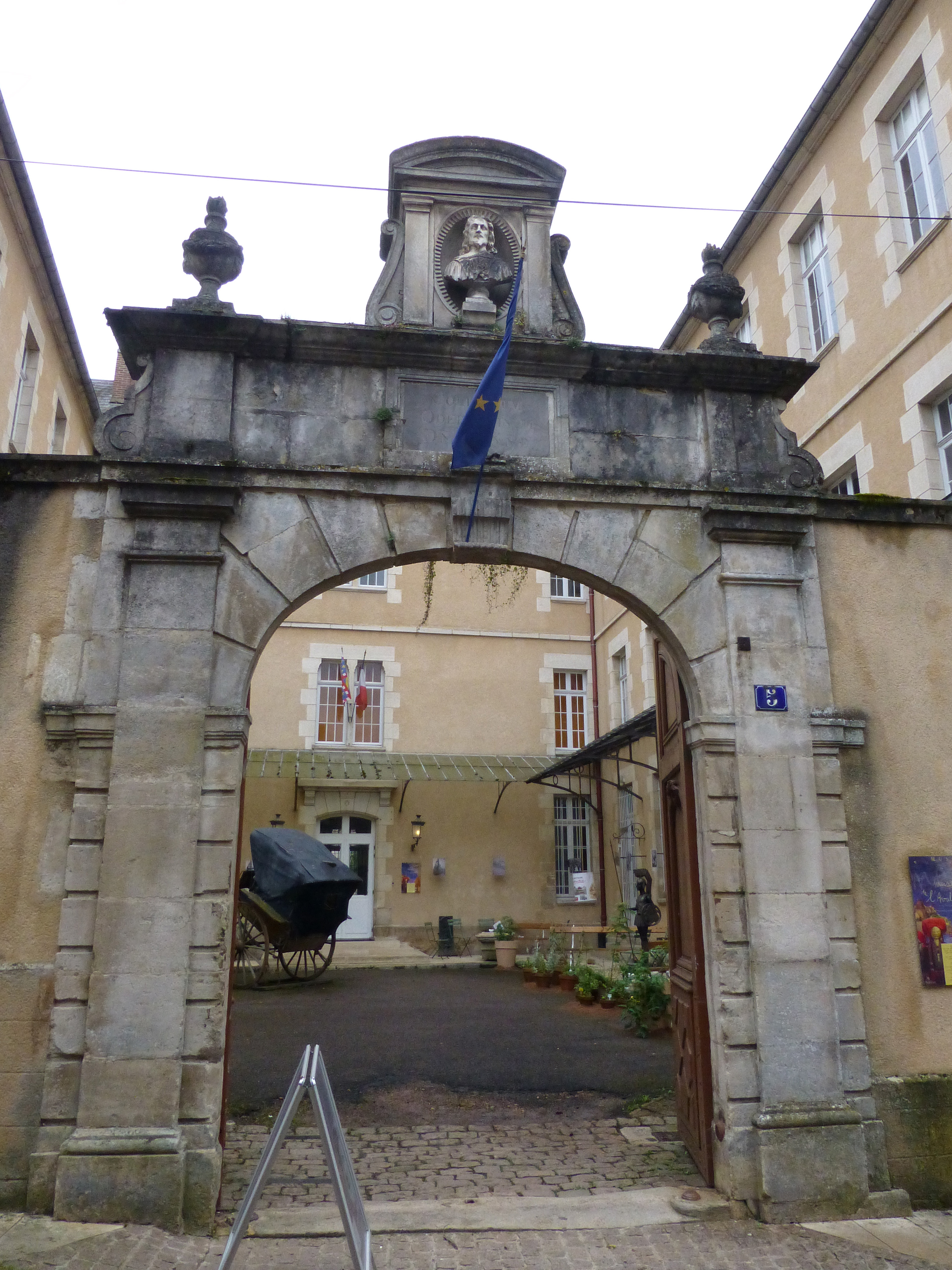
Porche d'entrée du musée